# Olabiran Muyiwa
Benito, właśc. Olabiran Blessing Muyiwa (ur. 7 września 1998 w Abidżanie) – nigeryjski piłkarz, grający na pozycji pomocnika lub napastnika.

## Kariera piłkarska

### Kariera klubowa
Wychowanek Akademii Piłkarskiej w Abidżanie. Na początku 2017 rozpoczął karierę piłkarską w barwach mołdawskiego klubu Saxan Ceadîr-Lunga. W sierpniu 2017 jako wolny agent zasilił skład uzbeckiego Lokomotivu Taszkent. W marcu 2018 został piłkarzem białoruskiego Łucza Mińsk. 7 sierpnia 2018 przeszedł do FK Tambow. 3 stycznia 2020 podpisał kontrakt z Dynamem Kijów. 28 sierpnia 2020 został wypożyczony do Olimpiku Donieck.

### Kariera reprezentacyjna
W latach 2019 występował w olimpijskiej reprezentacji Nigerii.

## Sukcesy i odznaczenia

### Sukcesy piłkarskie
Lokomotiv Taszkent
- mistrz Uzbekistanu: 2018
- zdobywca Pucharu Uzbekistanu: 2018